# Santuario de Nuestra Señora de Contrueces
El santuario de Nuestra Señora de Contrueces es una iglesia católica que se encuentra en la comunidad de Asturias (España), en la zona sur del área urbana de Gijón, en el barrio de Contrueces. Es un importante icono en la historia de Gijón, ya que la Virgen que se venera en este templo fue considerada por gran parte de los gijoneses durante muchos años como la patrona de la ciudad.
Los primeros documentos que dan fe de la existencia de esta iglesia datan de principios del siglo X y provienen del  Libro de los testamentos, donde se recoge un documento firmado el 28 de agosto de 905 en Cortuloces —suburbio de Gijón— a favor de la iglesia de Orense, en el que se cita la confirmación del rey Alfonso III y su esposa doña Jimena. Por el Diploma de Orense del siglo X (u XI), el del Monasterio de San Vicente, el de Sampiro y otros más continúan las referencias a esta iglesia.
Del siglo XII al XVI se abre un periodo oscuro del que no han llegado noticias. En 1636 los vecinos pusieron de manifiesto la necesidad de organizar una feria en Contrueces, ya que de esa forma se fomentaba la devoción a la Virgen a la vez que se esperaba tuviese una gran repercusión económica por el aumento de transacciones de compra y venta de ganado caballar, vacuno y mular, que se llevaba a cabo en los alrededores del santuario aprovechando la gran afluencia de fieles. La lejanía del santuario hizo que la ermita de la Virgen de Begoña recibiera un buen número de fieles y acabase siendo considerada patrona del barrio de la Fuente Vieja donde se encontraba, en el centro de la ciudad, por lo que pasó a llamarse «barrio de Begoña». Sin embargo, muchos gijoneses siguen acudiendo al santuario de la Virgen de Contrueces el domingo siguiente a la fiesta de la Virgen de Begoña.
Frente al santuario y a unos 50 m hay un palacio que sirvió de asilo, seminario y colegio infantil. En las épocas en que estaba vacío lo solía frecuentar el escritor y político ilustrado Gaspar Melchor de Jovellanos, por considerarlo muy adecuado para escribir, meditar y rezar. Hoy en día es un colegio de enseñanza primaria dirigido por los claretianos.

## Emplazamiento
El santuario está situado en la zona sureste de Gijón, en el barrio de Contrueces, en la vía denominada «carretera del Obispo», el antiguo camino real de Gijón a Oviedo.
La denominación de la carretera se debe a los obispos de Oviedo, según Luis Miguel Piñera, que en el palacio del santuario tenían su residencia ocasional cuando se encontraban en Gijón.
Fue construido sobre un altozano de gran visibilidad, del que habló Jovellanos, y desde donde se veía la práctica totalidad de la ciudad. Pertenece al arzobispado de Oviedo y está localizado en terrenos que desde 1947 son propiedad de los misioneros claretianos. Este santuario es un lugar de culto muy significativo en la historia de Gijón y zonas limítrofes.

## Historia

### El Diploma de Orense. Fundación
La iglesia actual parece ser heredera de una anterior de estilo prerrománico asturiano, de la que existen noticias documentales en un pergamino en letra cursiva de tipo visigótico escrito en latín entre los siglos X y XI, que se halla depositado en el Archivo Regional de Galicia, en La Coruña. Según Barrau-Dihigo y Antonio Floriano Cumbreño, se trata de un documento auténtico, incorporado al  Libro de los testamentos de Oviedo y firmado el 28 de agosto de 905 en Cortuloces, suburbio de Gijón, a favor de la iglesia de Orense, en el que se cita la confirmación del rey Alfonso III y su esposa doña Jimena de las donaciones que hicieron sus antecesores a la iglesia de Oviedo. Además, añadieron nuevas donaciones, entre las que se encontraba la iglesia de «santa María de Contrueces»:

... civitatem Gegionem cum eclesiis que intus sunt, cum omni integritate sea. Et foris muros eclessiam sancti Iuliani et ecclesiam santi Thome de Vadones cum sua villa, et eclessiam sancte Marie de Coltroces per suos terminos, ad occidentalem partem... 

Según ello, el rey había donado a la iglesia de Oviedo «toda la ciudad de Gijón con sus iglesias y pertenencias», lo que incluía la iglesia de san Pedro, que fue la única parroquia de esta villa hasta el siglo XIX, y las tres iglesias que se hallaban «extramuros [de Gijón], que son las iglesias de san Julián y la de santo Tomás de Bahones con su villa, y la iglesia de santa María de Contrueces a la parte occidental».
El documento, con expresiones comunes de aquella época, pero que permiten ratificar la fe del rey Alfonso III y de doña Jimena, su esposa, empieza así: 

En nombre del Señor Dios y Salvador nuestro Jesucristo,... Alfonso y Jimena, rogamos os dignéis aceptar este nuestro humilde voto, y humilde oblación... [y después de evocar la conquista de Orense por su padre Ordoño I, parte esencial de la donación, concluye] ... Hecho y restaurado este testamento el día quinto de las calendas de septiembre, en el curso de la era..., en el año treinta y cinco de nuestro reinado, felizmente en el nombre glorioso de Dios, morando en nuestra posesión de Cortuloces, suburbio de la ciudad de Gijón.

#### Discusión sobre la veracidad del diploma
El diploma, con todo, no está exento de sospechas acerca de su veracidad. Al menos cuatro investigadores lo han analizado, llegando a conclusiones diferentes:
- El historiador y crítico español Rubén García Álvarez lo considera «una falsificación de finales del siglo XI o comienzos del siguiente».
- El hispanista francés Barrau-Dihigo considera que está retocado, pero que en realidad es auténtico y fechado hacia el 900.
- El historiador español Claudio Sánchez-Albornoz, hijo adoptivo de Oviedo y Premio Príncipe de Asturias de Comunicación y Humanidades, defendió su autenticidad, si bien más adelante puso sus reservas a esta afirmación.
- El paleógrafo asturiano Antonio Floriano Cumbreño efectuó un análisis por el que concluyó que: «para nosotros el llamado pseudo-original de La Coruña es copia imitativa de un original auténtico, en el que no se han introducido otras alteraciones que algunos cambios en el orden de las suscripciones», y añadía que: «... el original que estudiamos, que remontando al siglo X, y en letra genuina visigótica, vendría a adelantarse más de cien años a las habilidades aprendidas de los monjes franceses por nuestros confeccionadores de códices, diplomáticamente posteriores al 1100».[9]

Un tema delicado y de difícil respuesta es el paso del topónimo «Cortuloces» a «Coltroces» y más adelante a «Contrueces», evolución lingüística que supone un largo periodo de tiempo; se transcribe el texto original en latín:

In nomine Domini Dei et Salvatoris nostri Iesu Christi ...nos exigui famuli vestri ADEFONSUS princeps et ego ISCEMENA oramus ut hunc nostrum votum dignetis suscipere pia oblatione ... Factum atque restauratum hoc testamentum sub die V kalendas septembris discurrente era D. ... (roto), anno feliciter in Dei nomine glorie regni nostri XXXV, comorantes in possesione nostra CORTULOCES, suburbio civitatis Gegionensis.
Diploma.

### Diploma del monasterio de San Vicente
El monasterio de San Vicente pudo ser llamado «el Sahagún de Asturias», pues si el de Sahagún tenía un área de influencia y posesiones en todo el reino leonés, el de San Vicente hacía lo propio sobre gran parte del reino asturiano. En la colección diplomática del monasterio existe un documento relativo a una donación de fincas rústicas y urbanas en la zona de Gijón, fechado el 8 de junio de 1056, que dice así:

Didago Osóriz, como personero, vicario y ejecutor testamentario de su madre doña María, hace entrega a Legundia Gundemaris de la villa de Taranes en el valle de Ledorio con las iglesias de san Félix y san Cipriano.
Diploma del Monasterio de San Vicente

De este escrito se obtienen datos suficientes para localizar e identificar lugares y villas del valle gijonés, pero para el caso de aclarar la etimología de «Contrueces» y su situación resulta muy interesante, ya que hace mención entre los límites de esas heredades a la aldea de «Coltroces», por lo que ya en el año 1046 el lugar era conocido de ese modo y se localizaba con precisión al sur de Gijón. Mediante un proceso de evolución lingüística el nombre de «Cortuloces» ha pasado a «Coltroces». Por otro lado, este último término aparece en escritos del obispo Pelayo II a mitad del siglo XII. Posteriormente se pasó de «Coltroces» a «Cultrocis» y más tarde al actual nombre de «Contrueces», aunque también hay diferentes versiones etimológicas de la palabra «Contrueces»: para Menéndez Valdés viene derivada de «Contra-Ceares», «Col de Roces» para Somoza y «Controcio» para Floriano Cumbreño.

### Diploma de la Catedral de Oviedo
En la primera mitad del siglo XII se puso de manifiesto una gran actividad del «escritorio ovetense» que trabajaba al servicio del obispado en la confección de diplomas de compraventa, testamentos y donaciones, dejando en segundo lugar la redacción de documentos relativos a historias y crónicas de la época. Fue también el propio obispo Pelayo II el que redactó muchas de estas crónicas. Un importante número de ellas ha llegado hasta la actualidad, destacando el lujoso Libro de los testamentos, que puede considerarse como el «Cartulario» del obispado. Este obispado, como otros muchos, se vio afectado por las novedades que iban llegando del extranjero: en primer lugar, por la reforma de la escritura, iniciada en la Abadía de Cluny, con el paso de la escritura visigótica a la carolingia; en segundo lugar, y con ello llegó una mala práctica, por la falsificación, pues resultaba más fácil hacerlo con la escritura carolingia que con la visigótica.
En el Libro de los testamentos figuran multitud de donaciones del «Rey Magno» a la catedral de Oviedo. En lo que interesa a este tema, que son las donaciones de Gijón, dentro de la villa solo existía la iglesia de San Pedro, que fue la única iglesia parroquial hasta el siglo XIX, quedando extramuros las de Santo Tomás de Bahones en Granda, San Julián en Roces y Santa María de Contrueces. Además de esta iglesia, el rey había donado muchas tierras y fincas situadas en su contorno y, al definir los límites y caminos que los identificaban, se puede leer, en latín: «... ecclesiam Sancte Marie de Coltroces». Como otras fuentes citadas más arriba indican que el rey «moraba» en Contrueces, es más que probable que existiera una iglesia en las proximidades.
Sin embargo, la sombra de la duda y, a veces, la certeza de la falsedad de los documentos obligan a tener este documento por apócrifo. Los eruditos en la materia se pronuncian de la siguiente forma: Sánchez Albornoz lo califica de «monstruoso», Barrau-Dihigo dice que es un documento rehecho y Floriano Cumbreño y Emilio Sáez coinciden con los anteriores.

### La Crónica de Sampiro
También hay documentación de esta iglesia de Contrueces en la Crónica de Sampiro, llamada así por haber sido escrita por Sampiro, natural de Zamora, clérigo, intelectual y político del reino de León, notario de esa corte y posteriormente obispo de Astorga, que es una continuación de la Crónica albeldense y que abarca desde 866, cuando comienza el reinado de  Alfonso III, hasta 982, donde relata la muerte del rey Ramiro III. La Crónica de Sampiro ha llegado hasta la actualidad por dos redacciones diferentes: la del obispo Pelayo y la de un monje de Santo Domingo de Silos. Este último reescribe el texto original sin alteraciones mientras que la del clérigo Sampiro que los críticos consideran que es un texto original con bastantes frases insertadas en él. Pero por lo que se refiere al término Contrueces solo aparece en la del obispo Pelayo que es el que se cita más abajo.
Aún se añaden algunos documentos más que están relacionados con el término de Contrueces: uno lo describe Jovellanos en su «colección» que es de 1263, está depositado en los archivos de la catedral de Oviedo y dice lo siguiente:

Ruy Fdez., con su mujer Theresa e hijos, vende a María Bartholomé la sexma de ero que tiene en Contrueces, y un Contrucio en Boves.
Gaspar Melchor de Jovellanos.

Otro documento conservado en el mismo archivo de la catedral de Oviedo y fechado en 1344 da fe de:

(...) una permuta entre el obispo y el Cabildo, por la que el Obispo da al Cabildo el Cellero de San Juan de Tremañes, en Gijón, con la iglesia y sus derechos, a saber San Pedro de Gijón, Natahoyo, Contrueces, San Félix de Caravedo; y el Cabildo en cambio le da el Cellero de San Esteban de Sograndio con su iglesia, vega, olmedo, Botela de yuso y de suso...
Archivo catedral de Oviedo (1344).

Si hubo una iglesia alfonsina en Contrueces puede suponerse cuál fue el estilo de su edificación a la vista de las que hoy se conservan y que son citadas por Pelayo en la Crónica de Sampiro (citada más arriba), tras referirse a la reconstrucción de la iglesia de Santiago:

(...) fecit etiam castella plurima et ecclesias multas, sicut hic subscriptum est: Interritorio Legionensi Lunam, Gordonem et Alvam: in Asruriis Tutelam et Gauzonem; intra Oveti castellum in palacium que est iuxta eum et palacia que sunt in valle Boidis, in Gegione in Cultrocis ecclesiam Sancte Marie et palacia, in Vellio ecclesiam Sancti Michaelis.
Crónica de Sampiro.

### Donaciones gijonesas de doña Urraca y del rey Fernando II
Doña Urraca, reina de Castilla y de León, esposa de Alfonso el Batallador, mediante un breve documento que redactó su canciller, el canónigo compostelano Martín, hizo donación en 1112 de varias heredades, entre ellas la «porción entera de Gijón». Aunque el documento conservado en el Libro de los testamentos de la catedral de Oviedo no menciona de forma expresa la heredad de Contrueces, los expertos se muestran partidarios de que estuviese incluida en la donación.
Otra donación hecha a la sede ovetense por el rey Fernando II de León, hijo de Alfonso VII, en septiembre de 1178, hace mención expresa a la heredad de Contrueces, de la que hace: 

(...) una oferta, una concesión, una donación al obispo Rodrigo, por el buen y mucho servicio prestado al rey.

Otra donación posterior dice:

(...) quapropter ego rex domnus Fernandus, una cum filio meo rege domno Adefonso, eorum (Catholicorum regum) sequens vestigia, offero do et concedo CONTROZES illam hereditatem que iacet in Asturiis xusta mare, in valle illo qui vocatur Valdegijón, per omnes suos terminos novissimus et antiquos .smi. Salvatoris ecclesie et vobis dilectissimo nostro Roderico...pro remedio anime mee et omnium parentum meorum, et pro multo bono servitio... quod domnus Rodericus sepe el liberaliter presentavit...

El documento original, que aún se conserva, está redactado por Bernardo, notario del rey, y por orden del canciller Pedro de Lauro, compostelano, y está fechado en Salamanca. Debe hacerse notar que el «Coltroces» de principio de siglo se ha convertido en «Controces» para convertirse posteriormente, a lo largo del siglo XIV, en «Contrueces».

### Otros diplomas
Hay otros tres diplomas más fechados a lo largo del siglo XIII y que hacen referencia a Contrueces :
- El primero está en el Monasterio de San Vicente de Oviedo, entre los papeles del Concejo de Siero, cajón 11. En este documento el rey Alfonso IX hace un cambio con el monasterio de San Vicente «...por el que se le concede la mitad de Contrueces en Siero (hoy Gijón) por los diezmos de Bogies, La Felguera, san Juan de Miliayo y san Saturnino» que se atribuyen al de Valdediós. El documento tiene fecha en 1216.[22]
- El segundo pertenece al «Libro Becerro de Valdediós»[23] y fue copiado por Jovellanos para su Colección de Asturias; en él, el rey hace donación de la heredad de «Contrueces» a su antiguo notario y canciller Gonzalo Fernández. La fecha del documento es el 11 de julio de 1217, y está firmado en Calabanzos.[24]
- El tercero, inédito, pero mencionado por Canal Sánchez-Pagín, se conserva en el archivo de San Vicente, mediante el cual se hace una donación gratuita y fraterna por parte de los monjes de Valdediós a los de San Vicente de la heredad de Contrueces. La fecha del documento es de octubre de 1235 en Valdediós.[25].

En los tres documentos aparece el lugar del santuario con el mismo nombre: «CONTROZES», al igual que ocurre en el diploma del rey  Fernando II, pero los expertos en la materia creen que poner Contrueces en vez de Controzes se debe a un error de transcripción de Ciriaco M. Vigil, ya que en el texto original viene la palabra abreviada de la siguiente forma: En primer lugar viene la abreviatura ordinaria de Con que se escribía como un «rabito»; a continuación viene la de tro que se escribe con una letra «t» con otro rabito encima y finalmente la sílaba zes. Conviene hacer la aclaración de que los expertos en el tema dudan, de una forma u otra, en más o en menos, de la autenticidad de alguno de los tres documentes, pero aducen que, tomados en su conjunto, atestiguan que hay una verdad de fondo.

### DelsigloXVIen adelante
Existe un periodo oscuro en cuanto a documentación y noticias se refiere, entre finales del siglo XII hasta el siglo XVI, y es a partir de las actas municipales del ayuntamiento de Gijón de 1567 cuando aparecen frecuentes alusiones al santuario, a las fiestas y romerías que se celebraron en él. En estas actas municipales se dice textualmente:

En el término de Nuestra Señora de Contrueces, lugar señalado por los señores Justicia y Regimiento de la villa de Gijón para ser juntos y tratar de los negocios tocantes al probien común de la república, atento al mal de peste, que había al presente en la villa de Gijón, por esta razón son juntos hoy domingo a los ochos días del mes de diciembre del año del Señor de mil quinientos sesenta y séis...
Actas municipales del ayuntamiento de Gijón.

También en el siglo XVII hay noticias mediante las actas municipales de ciertos detalles de las obras, referidos concretamente al convenio con los albañiles para hacer la nueva obra haciendo mención expresa de la vieja iglesia, que se deberá derribar. El acuerdo está firmado en Gijón en 1645 y se relata en los siguientes términos:

Y ansimismo que toda la obra vieja, que está al presente en la iglesia vieja que se ha de deshacer, lo han de deshacer los dichos maestros a su cuenta y sacarla fuera de dicha iglesia.
Acuerdo de 1645.

A lo largo su existencia, el templo de Contrueces ha sufrido las consecuencias de los sucesos históricos que acabaron por determinar su estado actual. Durante la  guerra de la Independencia el templo fue utilizado como polvorín por su situación privilegiada sobre la villa de Gijón, con el peligro que esto conllevaba para la integridad del templo y sus enseres. El Acta municipal del Ayuntamiento de Gijón dice:

Se introducen en la capilla de Contrueces la pólvora y demás pertrechos de guerra remitidos por Inglaterra, poniendo a salvo los vasos sagrados y demás efectos pertenecientes al citado santuario.
Acta municipal del ayuntamiento de Gijón, 7 de julio de 1808.

Durante la guerra civil española, el trato del templo fue una excepción a la norma seguida con otras muchas iglesias, ya que fue uno de los pocos templos respetados de la ciudad durante el desarrollo de la misma.

## Estructura y arquitectura
El 10 de mayo de 1636, los vecinos de Ceares otorgaron una escritura ante el notario Nicolás García de Jove sobre la feria o alcabala de «Nuestra Señora de Contrueces», fundamentalmente para fomentar la devoción a la «gloriosa imagen de Nuestra Señora» en su advocación de «Contrueces», ya que éste era un lugar muy frecuentado no solo por los vecinos de la villa de Gijón, sino por todo el Principado de Asturias. Dos años más tarde, en 1638, el santuario era insuficiente para albergar a los devotos que acudían, además de encontrarse en estado de ruina. Debido a estos motivos el santuario fue demolido y se firmó en Gijón un acuerdo para levantar un nuevo templo. En el acuerdo, que se firmó el 20 de febrero de 1638, intervinieron «... de una parte Alonso Ramírez Jove, vecino y regidor de la villa, y mayordomo de la ermita, fábrica y obra de Nuestra Señora de Contrueces, y de la otra parte, Francisco de Cubas y Simontio, maestros cantería...».
La escritura es muy precisa y concreta en todo lo relativo a las diferentes labores de la obra: en lo referente al labrado de la piedra, de su acarreo, el precio de los andamios, de la obra, etc. También hay que resaltar los trabajos realizados por los canteros de Transmiera, afamados por las obras que ya habían realizado como el convento de las Recoletas y varios más.,

Detalles del santuario
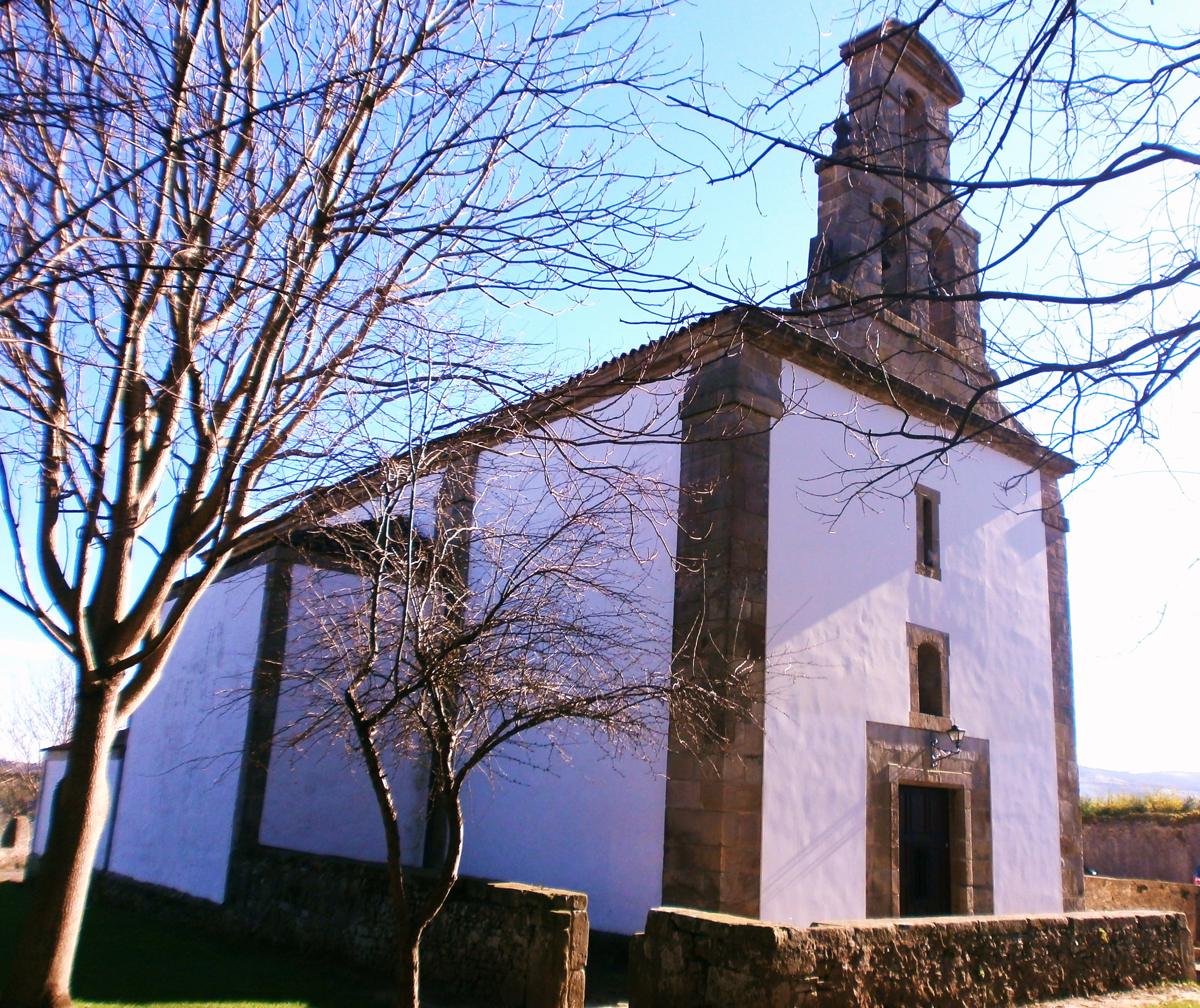
Fachada noroccidental
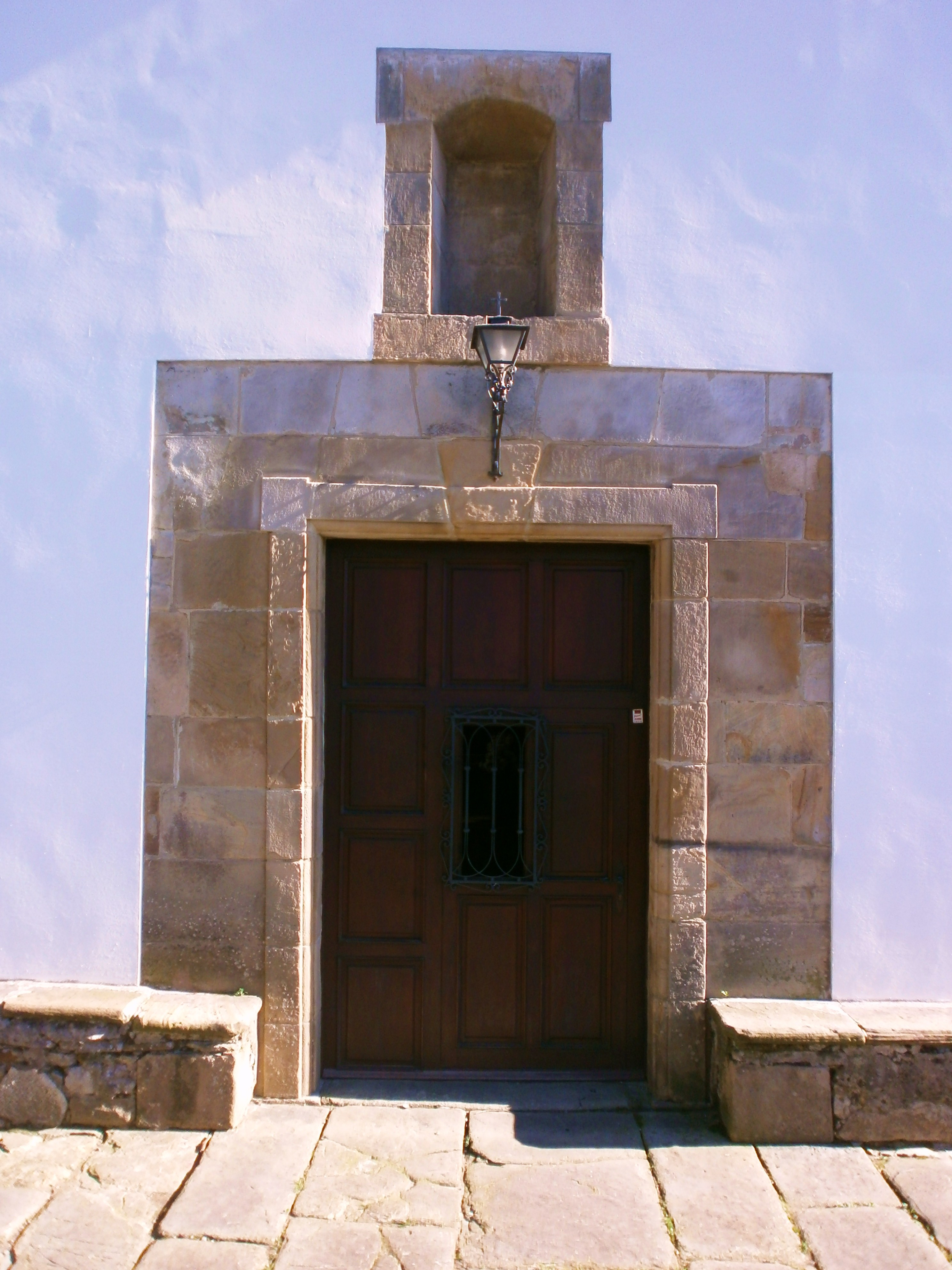
Entrada principal
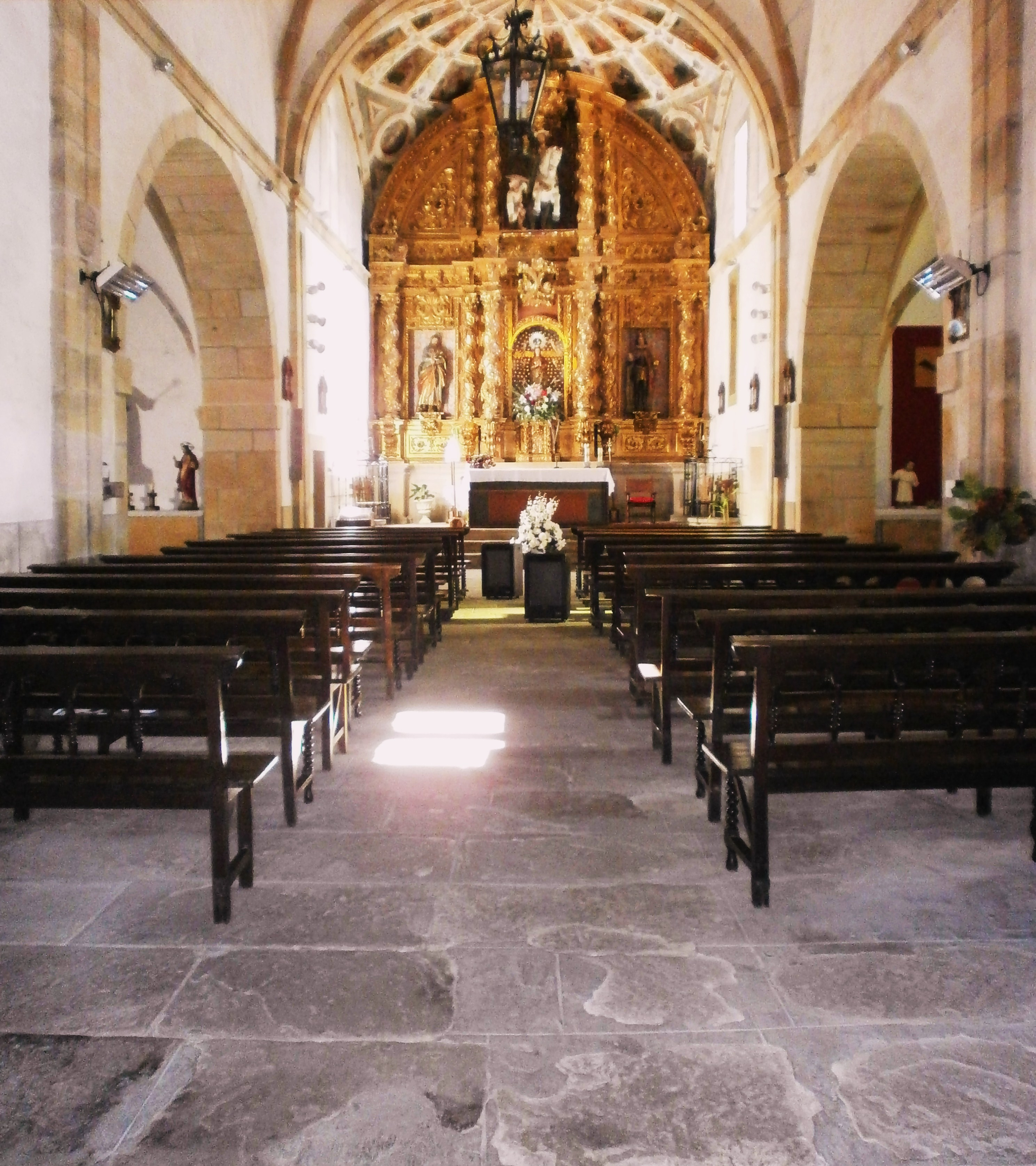
Nave principal
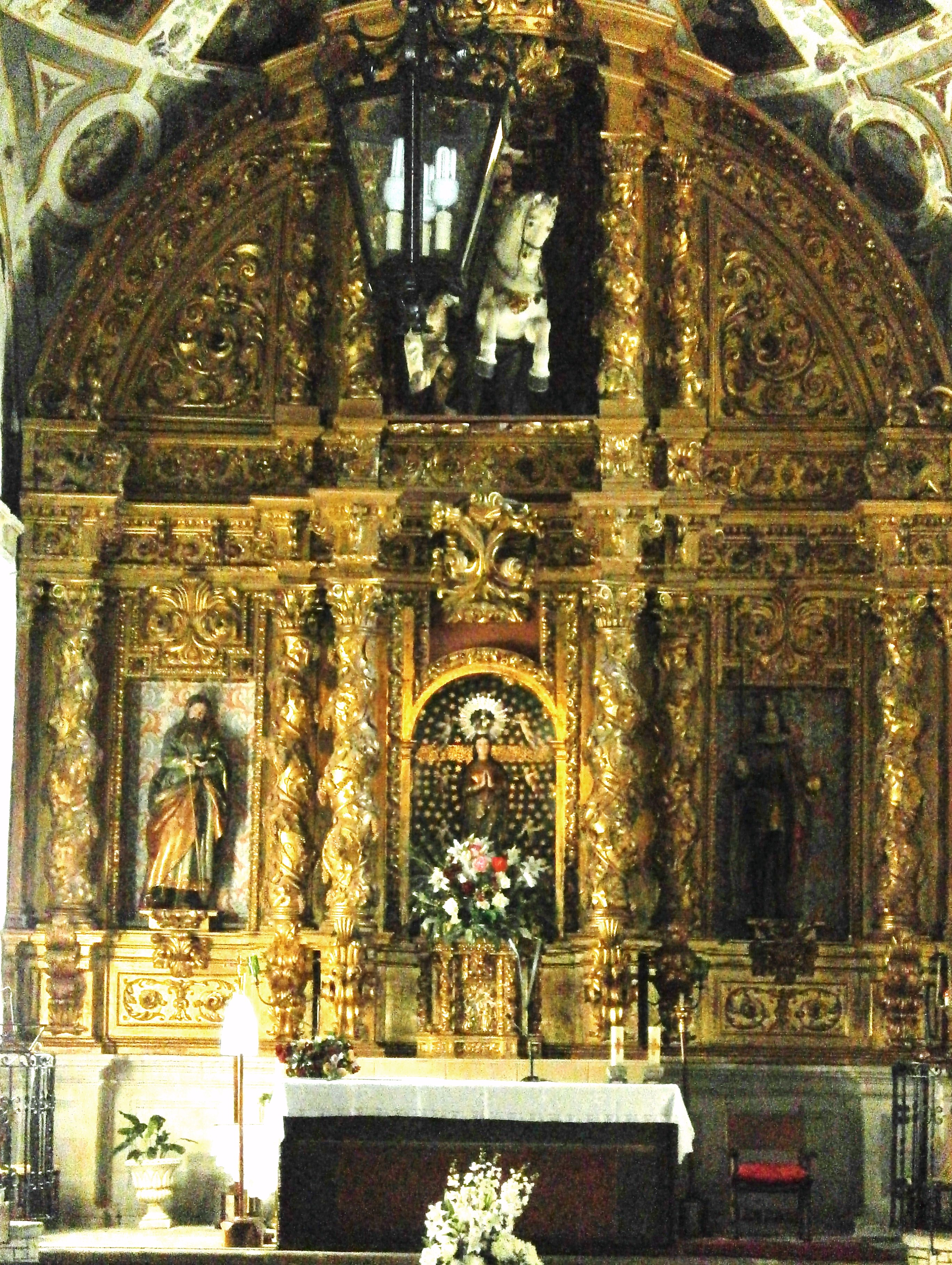
Retablo del altar mayor
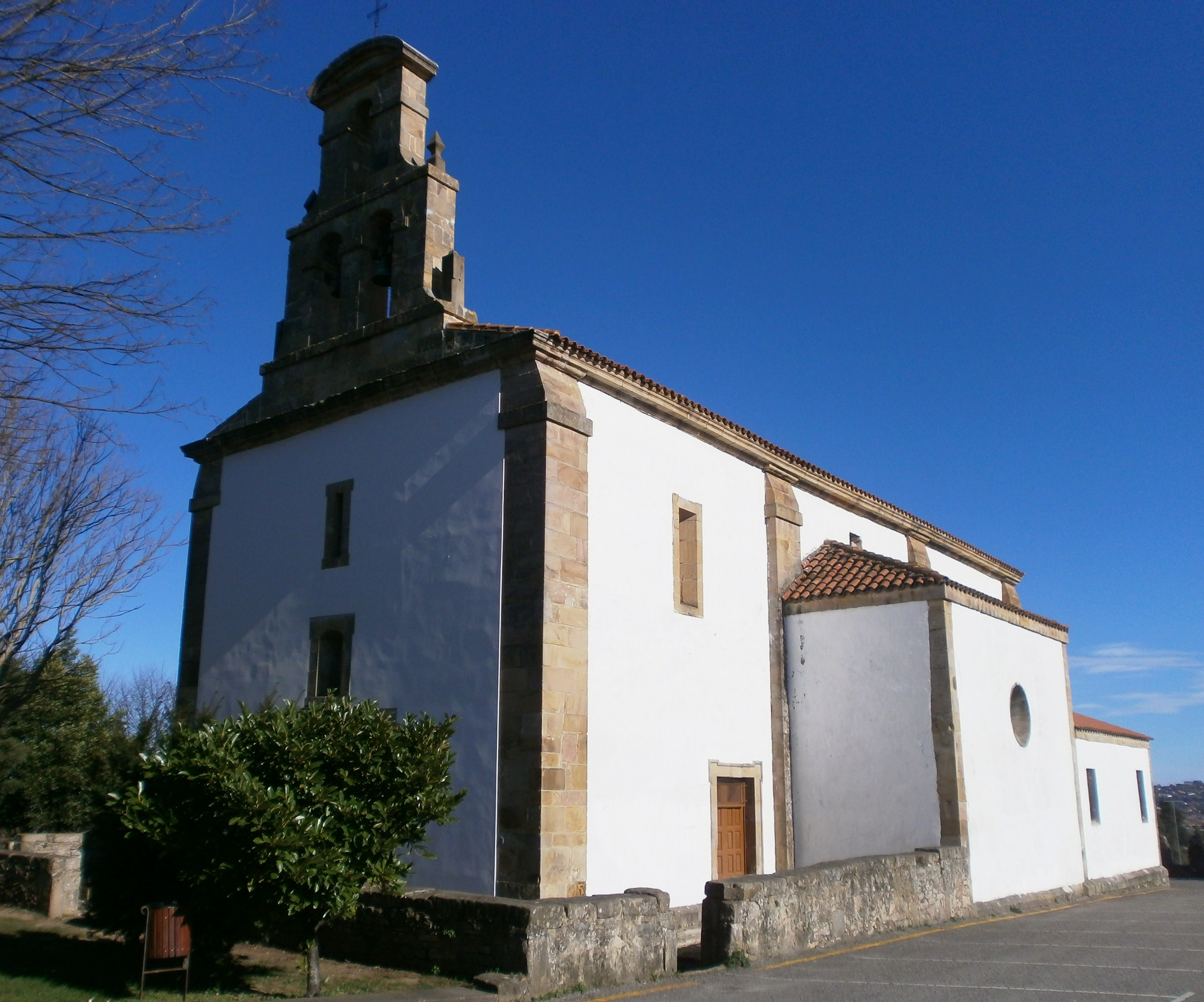
Fachada suroccidental

### Historia de la construcción
Hay una afirmación generalmente compartida por los estudiosos sobre la existencia de los antiguos edificios en el sentido de que no quedan vestigios o restos conocidos. Por su parte, Somoza afirma que: «De uno, el palacio, y de otra, la iglesia, nada queda, pues sus cimientos e inscripciones han desaparecido, quedando solo algunos vestigios de las últimas entre las despedazadas losas del pavimento del pórtico. Observándolas atentamente podemos notar que sus letras y especialmente la T y la M son en todo iguales a las de la inscripción de san Salvador de Deva».
Sin embargo, el obispo Pelayo II afirmó su existencia a principios del siglo XII y atribuye su fundación al rey Alfonso III el Magno en 905, por lo que el obispo la consideró ya en su tiempo como «muy antigua». A partir de entonces no se tienen más noticias hasta el siglo XVI, a pesar de los comentarios de Gregorio Menéndez Valdés que se reproducen, en parte, a continuación.
El «temerario don Gregorio», como llama Canal Sánchez-Pagín a Gregorio Menéndez Valdés, dice que: 

... es tradición que estuvo este santuario y los palacios, que mandó fabricar el rey D. Alfonso en una heredad poco más de cien pasos distante que hoy ocupa, en la que frecuentemente se encuentran antiguan ruinas que lo recuerdan y acreditan». Y añade que «en aquél tiempo el santuario se llamó Contra-Ceares por haber edificado los romanos en aquél sitio un templo a la diosa Ceres... y muchas veces se encuentran sepulcros y monedas de los romanos mismos.

En otro libro Gregorio Menéndez Valdés sigue describiendo los descubrimientos de la siguiente manera: «Muy cerca de la ciudad de Gixa, en el término de Contrueces, aún se reconocen los fundamentos del templo que mandó construir Nerón a la diosa Ceres... y donde encontraron monedas romanas sacando piedra para reedificar mi casa de san Andrés de Cornellana, en Contrueces, en el 1700». Y prosigue narrando los descubrimientos: «En la ería de Contrueces, junto al templo que hemos hablado, mis caseros Bernardo, Antonio y Benito, cavando y sacando piedra, descubrieron muchas monedas de diferentes emperadores romanos. Cinco años hace, se hallaron en este paraje cerca de cuatro arrobas de estas mismas monedas de cobre. Se vendieron a José Solís, latonero y vecino de Gijón, que las fundió».

### La construcción
El arquitecto que se encargó de los planos de reconstrucción fue Gonzalo de Güemes Bracamonte, quien los diseñó en estilo herreriano. La construcción se hizo por etapas, siendo la primera la construcción de la capilla mayor, terminada en 1640, que era lo único que se había acordado en la escritura de 1638. Con motivo del fallecimiento del arquitecto, el obispado encargó la continuación de la obra a un segundo arquitecto, llamado Fernando de la Huerta, por un importe de 8621 reales. En su construcción Huerta empleó, como Güemes, piedra de las canteras existentes en Bernueces y en Los Caleros. En 1645 se terminaron las obras de la capilla mayor y de la sacristía que situaron del lado del Evangelio, pero en 1756 se trasladó al lado derecho de la nave. Tiene gran mérito la cúpula que cubre el presbiterio, ya que es una cúpula caída en forma de rosetón. En ella aparecen pintados tres series de recuadros decrecientes, con querubines y ángeles pasionarios en los dos anillos interiores y catorce figuras de santos en el anillo exterior, algunos de los cuales fueron canonizados en el siglo XVII. De derecha a izquierda, es decir, en sentido dextrógiro, estos santos son: san Francisco de Paula, san Francisco Javier, santa Juana Francisca de Chantal, san Benito abad, santa Eulalia de Mérida, san Buenaventura, santa Rosa de Lima, san Vicente Ferrer, santa Isabel de Portugal, santo Tomás de Aquino, san Antonio de Padua, san Jerónimo, santa Ana y san Nicolás de Bari.
Según el mismo «Protocolo del escribano de Gijón, Nicolás García de Jove», se llevó a cabo un acuerdo entre el capitán don Fernando Valdés, hijo de Pedro de Valdés, residente en el lugar de Roces, sargento mayor del Principado, y los albañiles Simontio, Domingo García y Solano, «vecinos desta villa y del lugar de Suessa, merindad de Trasmiera», acuerdo que se firmó el 29 de octubre de 1645 y que consistía en un trueque de fincas que tenían aproximadamente la misma superficie: «tres días de bueyes». La del capitán era de mejor calidad y precio que la del santuario, por lo que se deduce que el capitán quiso hacer un obsequio a esta institución religiosa. Así las cosas, el obispado puso su refrendo sin dificultad una vez que el arcipreste había dado su visto bueno. En 1660 se terminó el santuario con el remate del cabildo y se inauguró el 24 de junio de ese mismo año. A Juan Chamorro, vecino de Caldones, se deben las obras finales del cabildo, siendo él mismo el que realizó el enlosado del edificio, el cual se conserva tal y como lo realizó; no así en el cabildo, pues las diferentes obras de saneamiento que hubo que realizar deterioraron parte de esta zona. Firma y otorga la escritura Felipe Rato Argüelles por fallecimiento de su predecesor. Tres años más tarde, en 1663, ya no hay solamente un ermitaño, sino también un capellán, Pedro Morán, nombrado por el obispado.

Detalles del santuario
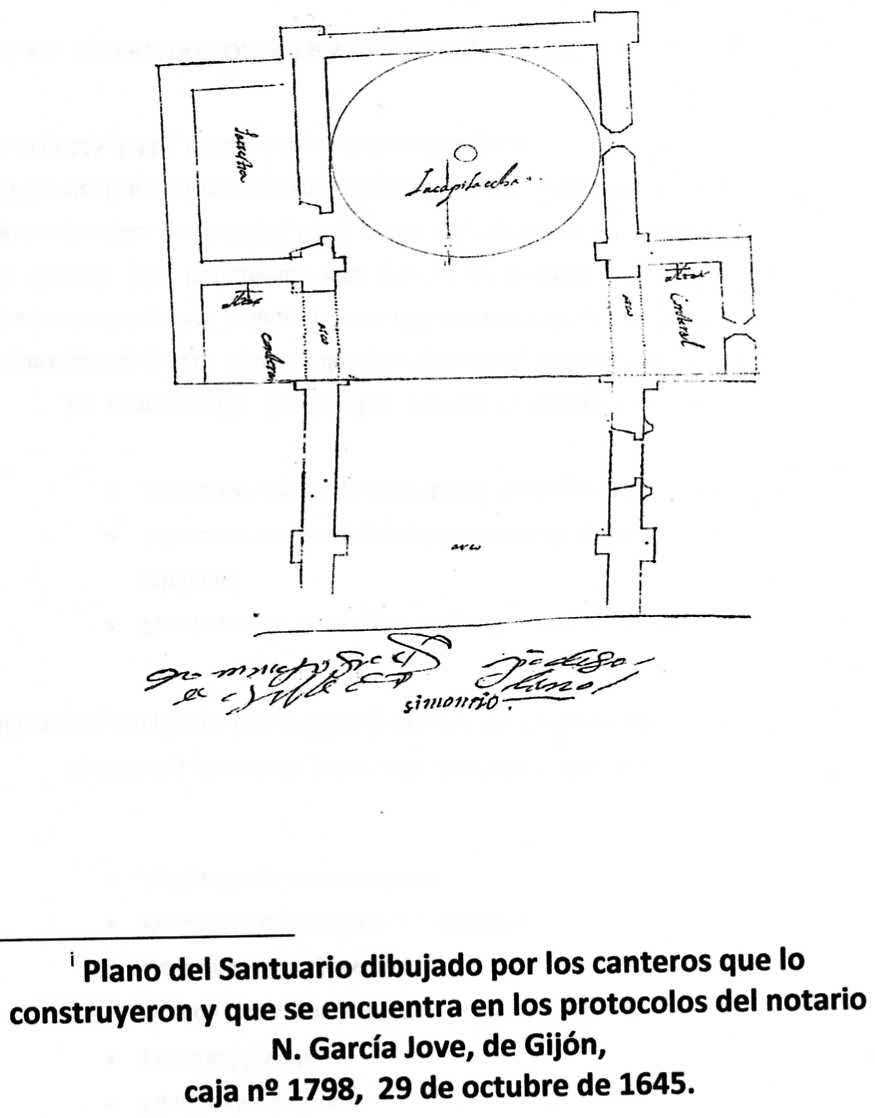
Plano planta antiguo, de 1645
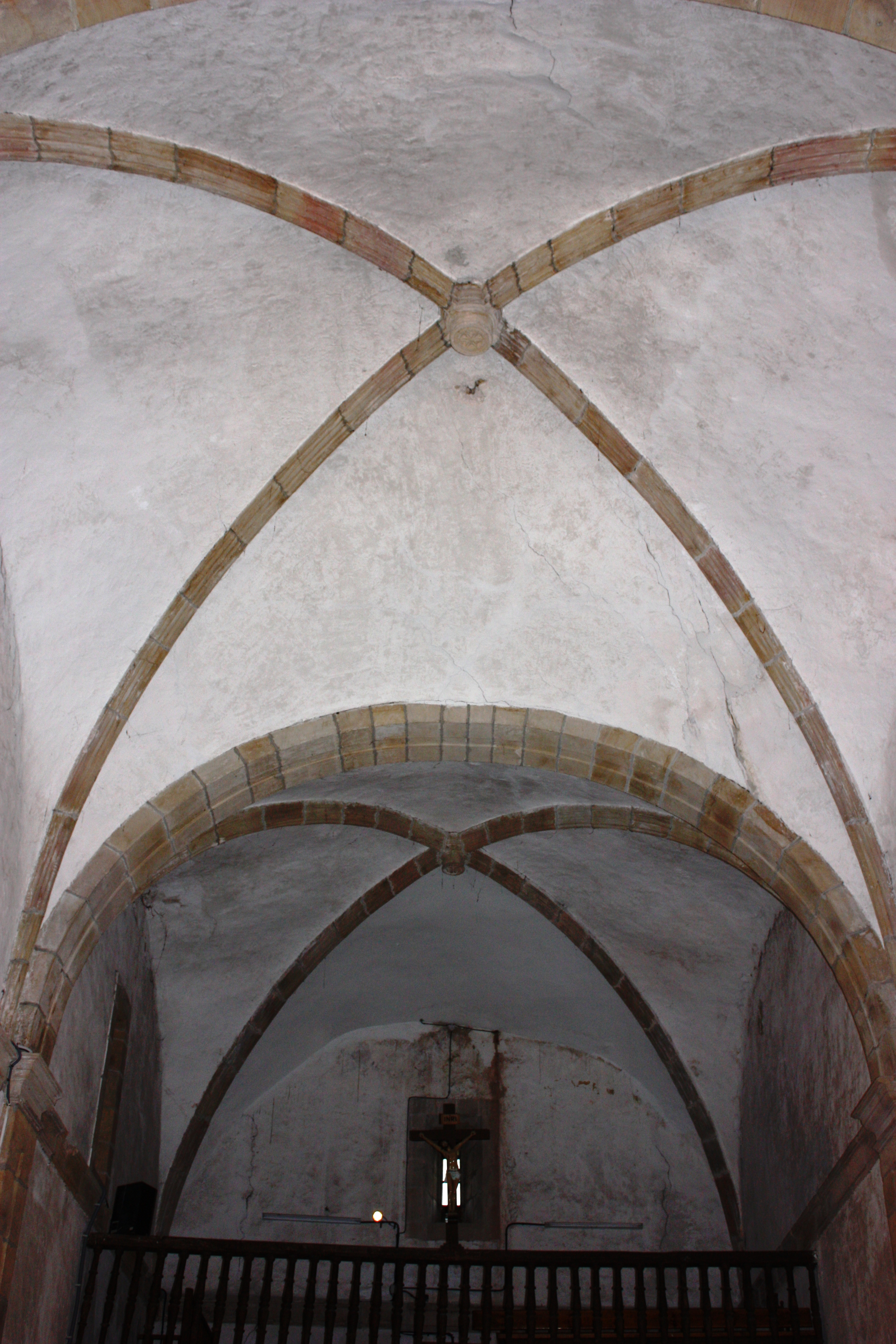
Dos primeros cuerpos con coro al fondo, en altura
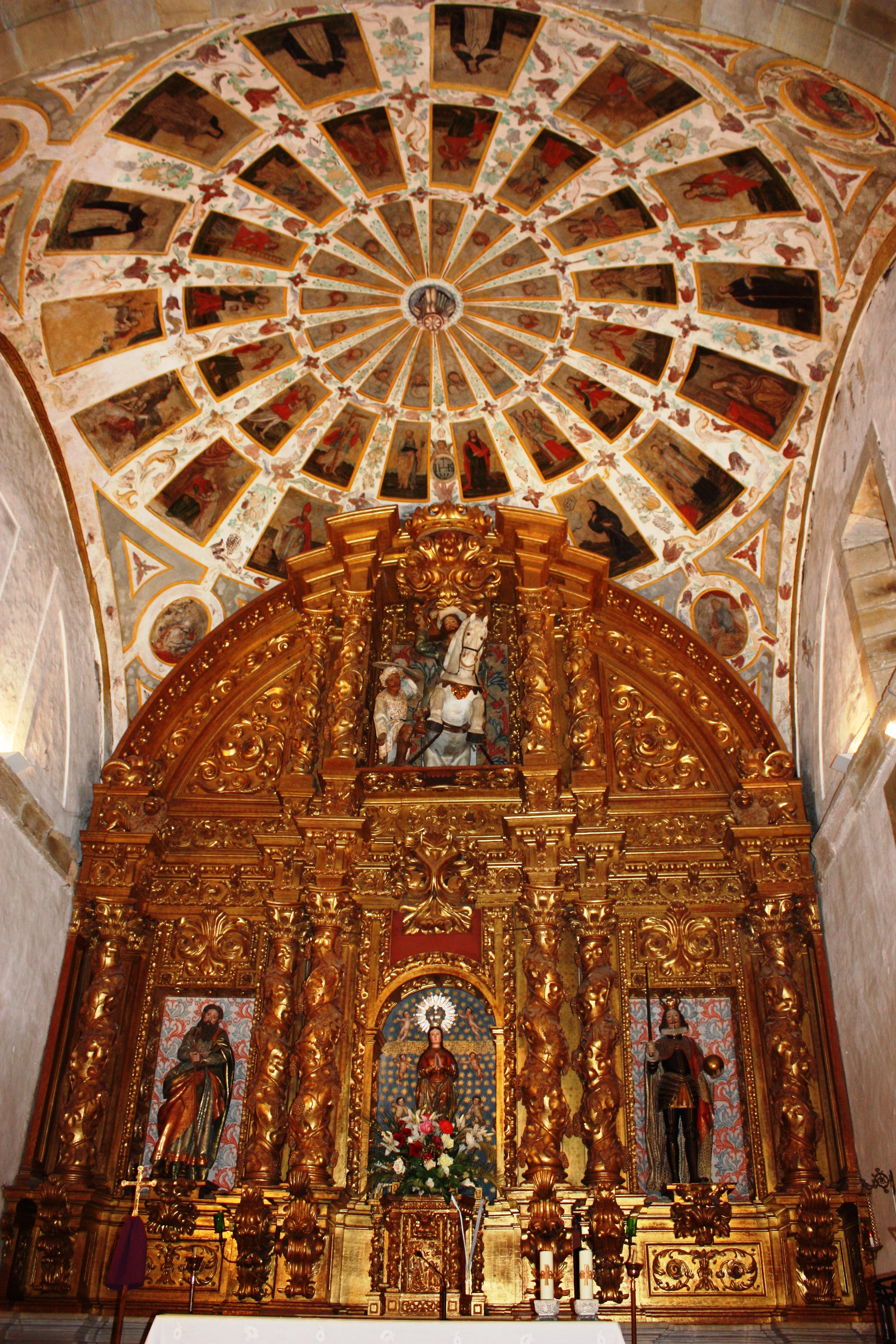
Altar mayor bajo cúpula aplanada o caída
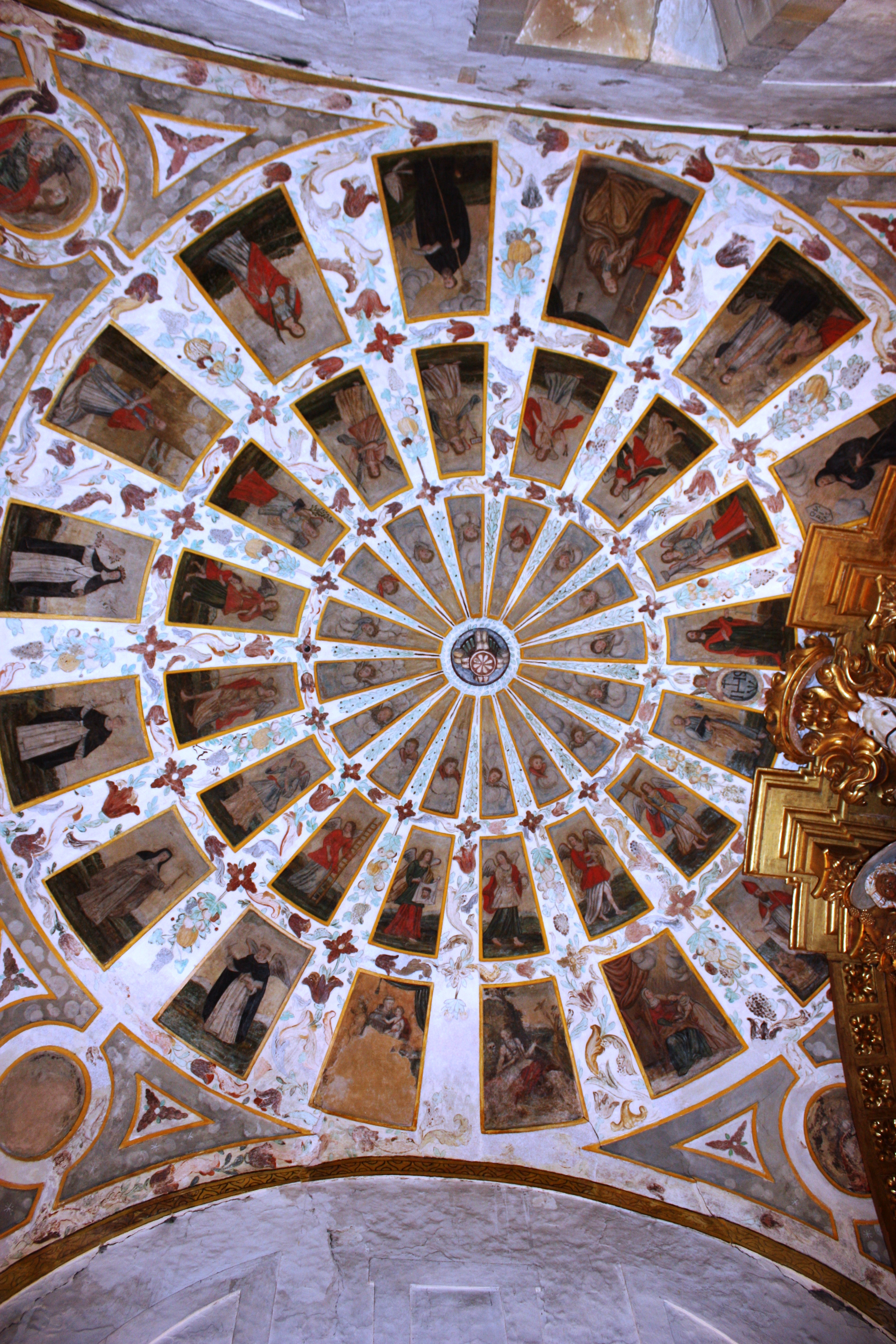
Detalle de la bóveda caída, de gran filigrana decorativa

El plano original y primitivo de Güemes, que el arquitecto sucesor Fernando de la Huerta respetó, está firmado en su parte inferior por Domingo García Jilledo, Pedro Solano y Simontío. El albañil Pedro Solano falleció en 1646 y su esposa, María de Hontañón Velasco, emparentada con la familia Cevallos, dio poderes a Simontío y al nuevo cantero Francisco Solano para que prosiguieran las obras a cuenta de su marido. El templo actual es de estilo barroco popular, de 1762, según indica una inscripción que aún se conserva sobre el pórtico de entrada. La planta tiene forma de cruz latina con una nave única de tres tramos separados por pilares y arcos fajones y con dos capillas laterales que se corresponden con los brazos de la cruz latina. Está cubierta con una bóveda de medio cañón. El templo tiene el pórtico cerrado a los pies, coro en altura, también a los pies, y una torre con óculos y vanos rematados superiormente por un arco de medio punto.

### Fondos para la construcción del santuario
Pocos datos se tienen acerca de cuántos fueron los fondos necesarios y quiénes los proveyeron, pero una cosa parece segura, y es que la mayor parte de los fondos debían provenir de los fieles devotos del santuario y su Virgen titular. Sí parece ser cierto que los fondos con los que contribuyó el ayuntamiento debieron de ser escasos, sobre todo si se comparan con los que hacía llegar a la iglesia parroquial de San Pedro, cosa que hizo el historiador Canal Sánchez-Pagín al examinar el «libro de acuerdos» del propio ayuntamiento, donde vienen muy bien detalladas las entradas y salidas de fondos. El ayuntamiento de Gijón se interesó en una sesión en 1635 por la capilla —que por la fecha se trataba de la antigua capilla— y por su estado de esta forma: «... otrosi se comete a los señores Diego de Llanos y Baltasar de Jove bajar a ver la ermita de N ª S ª de Contrueces, y vean las faltas que hay de que se haga algún servicio, y lo reparen».
En febrero de 1649, en los momentos en que las obras de la nueva capilla debían estar terminadas, hay una anotación de otra donación que está redactada en los siguientes términos: «Manda por descargo haber pagado al capitán don Fernando de Valdés, mayordomo que fue y es de Nª Sª de Contrueces, para el edificio y obra de la dicha iglesia de limosna de 400 reales, que consta del acuerdo que está en el libro de actas del ayuntamiento, en 12 de marzo de 1647. Mostró la carta de pago».

### Imagen y retablo

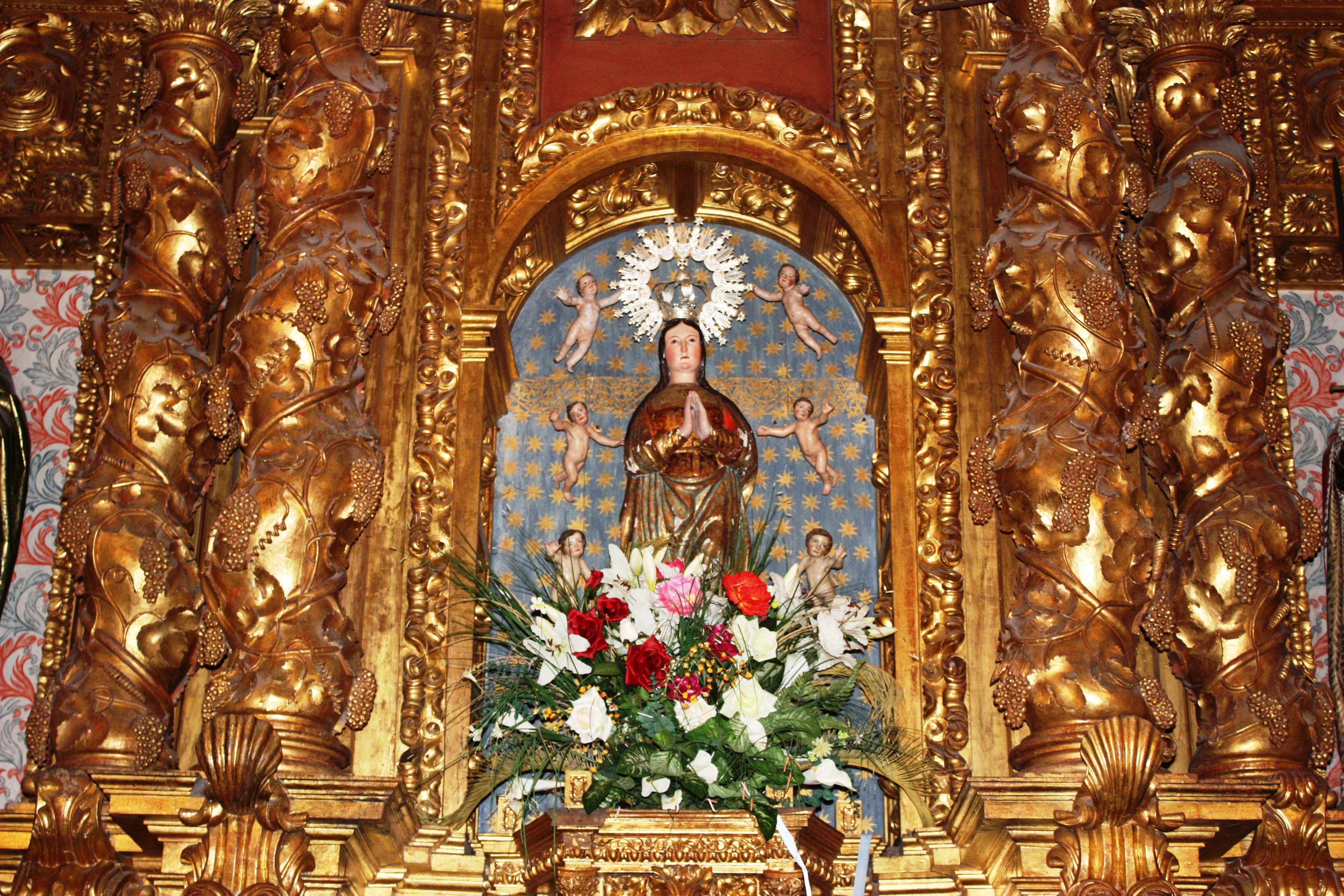
Imagen de la Virgen

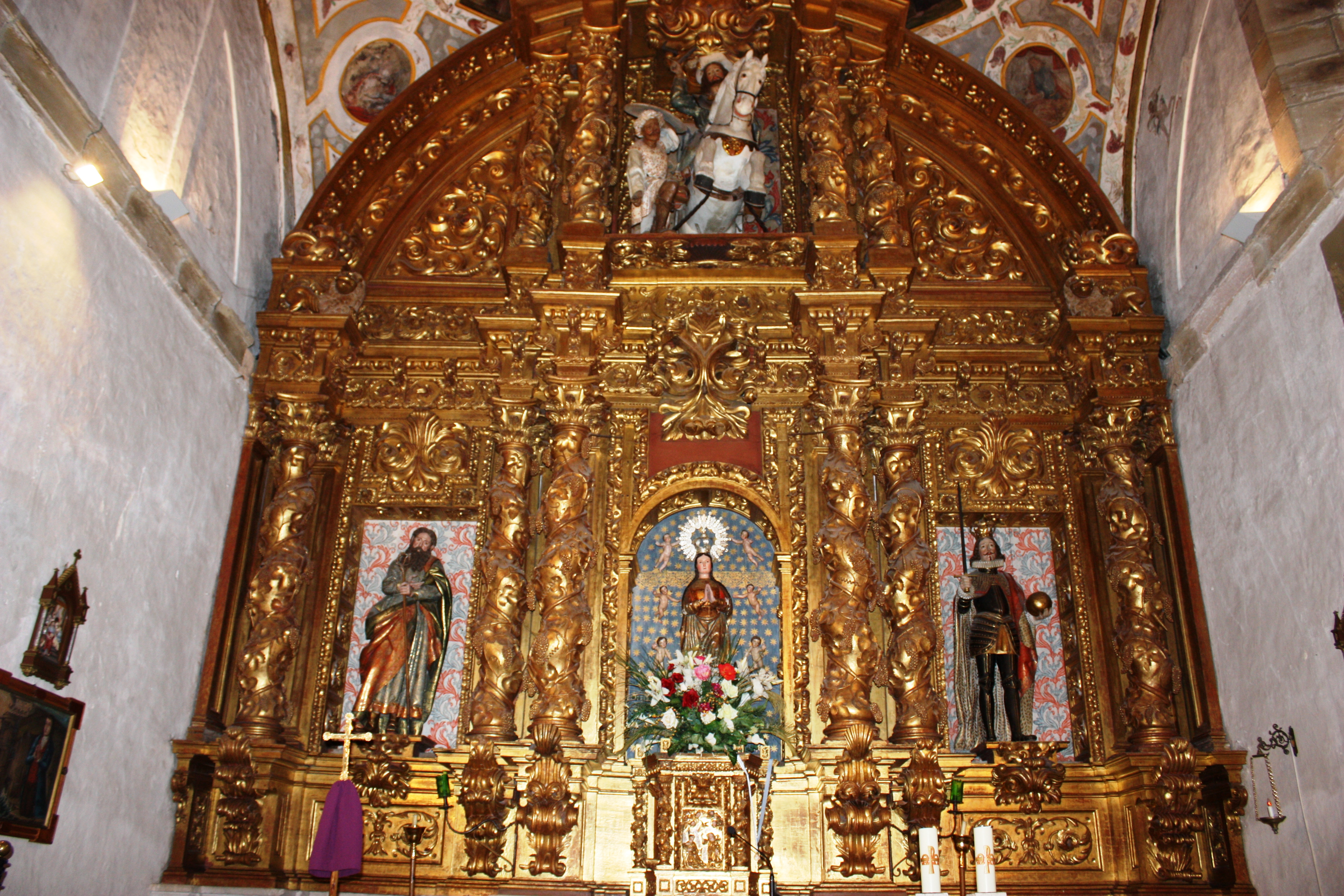
Retablo principal

El retablo, de dimensiones considerables en relación con el conjunto de la iglesia, tiene tres calles y dos pisos y fue tallado en  madera posteriormente dorada. En el dorado debió emplearse mucho oro americano como contribución de los indianos que hicieron fortuna, al igual que ocurre con el altar mayor de la iglesia parroquial que «se hizo en 1723 a costa de la limosna y caudal que remitieron desde la Nueva España los hijos de vecinos desta villa».. Está rematado en la parte superior por un arco que corona la capilla mayor. El sagrario tiene forma  trapezoidal y está realizado en plata. La puerta está decorada con una talla alegórica de la Anunciación. Según los expertos el sagrario puede ser anterior a la construcción del retablo. Este es de estilo barroco con influencias  churriguerescas conservando frescos los dorados originales.
La imagen es de madera tallada y pintada, con corona de plata y rodeada de ángeles. Esta imagen ya se veneraba en el siglo XVI cuando estaba en la iglesia primitiva. En el lado derecho, junto a la Virgen, hay una imagen de san Joaquín, su padre, y al otro lado una del rey Fernando III el Santo, canonizado en 1671, obras del escultor gijonés Luis Fernández de la Vega y de un gran valor artístico. El motivo de que esté la imagen del rey Fernando III procede de una orden de doña Mariana de Austria, viuda de Felipe IV y madre de Carlos II en la que manda que, en todas las parroquias principales de su reino se expusiera la imagen de este rey santo para la pública devoción. En la parte superior hay una gran figura de Santiago el Mayor montado a caballo y guerreando contra los moros.

### El Cristo y santa Apolonia
El templo tiene dos capillas colaterales. En la de la derecha, que ejerció las funciones de sacristía, hay dos tallas de gran valor: santa Apolonia en una de ellas y un Crucifijo realizado en el siglo XII que es muy probable que estuviera presente en el santuario desde su construcción. Joaquín Manzanares, especialista en la historia del arte regional, escribe:

Este Cristo forma grupo arqueológico con los conocidos y muy venerados de Santullano, Teverga, Pravia, Santianes de Pravia así como los ignorados de Tebongo (exportado al Museo Marès de Barcelona) y el de Cueras, en el concejo de Cangas del Narcea.
Joaquín Manzanares.

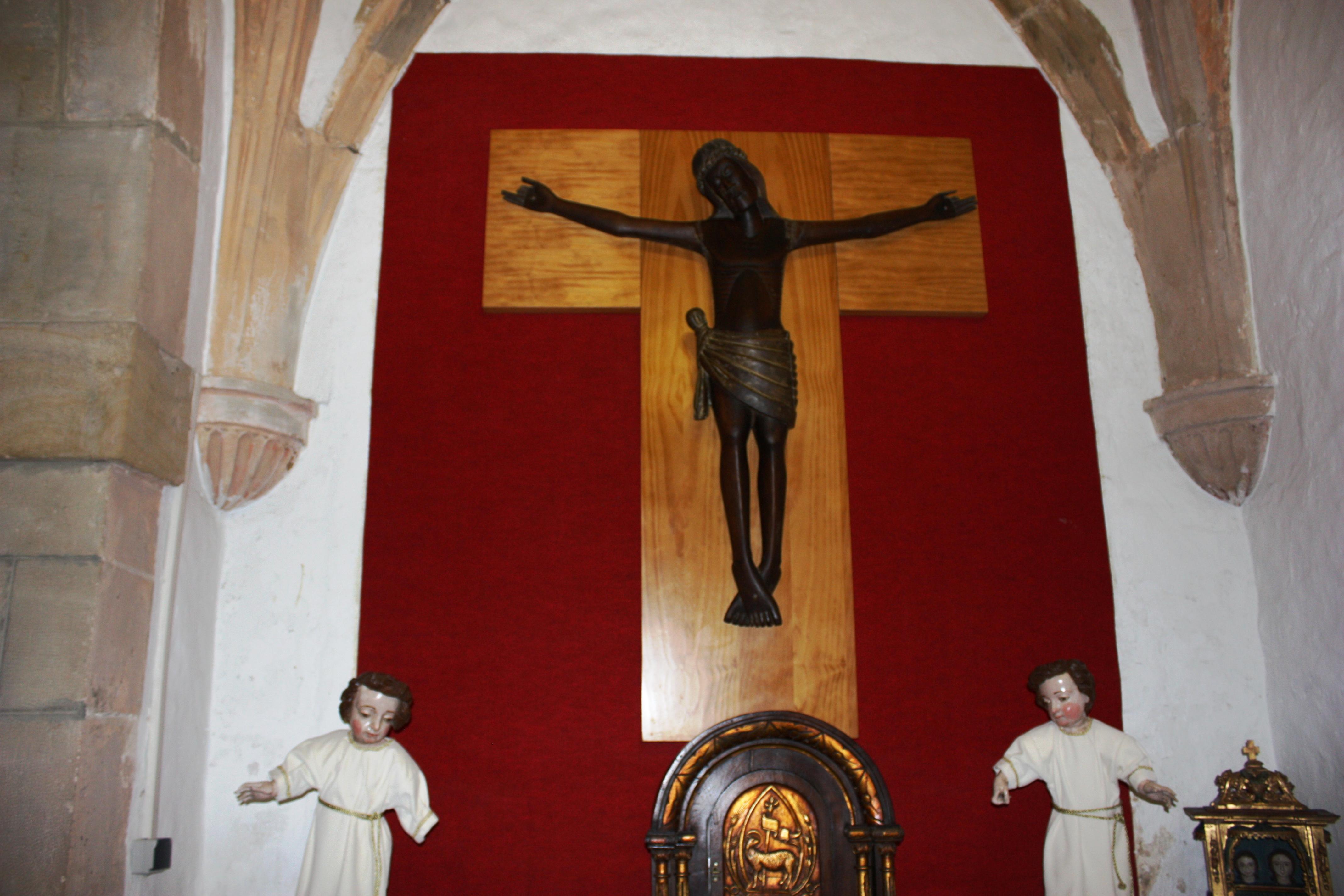
Crucifijo de igual antigüedad que el santuario

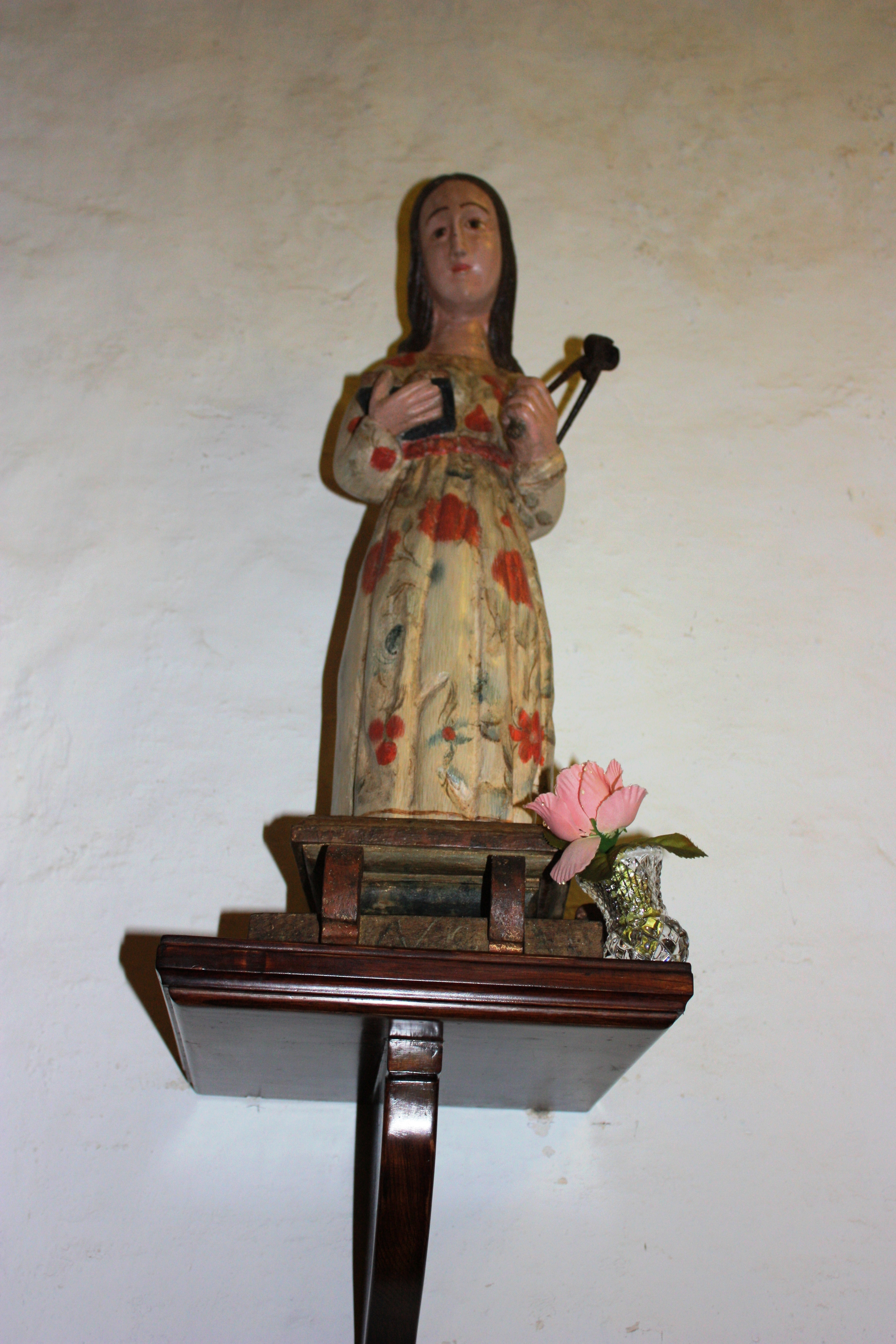
Imagen de santa Apolonia, patrona de los dentistas

Y, por razones de estilo, el propio Manzanares fecha el de Santullano, el más artístico, «... con toda probabilidad de acierto en el siglo XIII». El Cristo de Contrueces debe de ser posterior por los detalles del perizonium o paño de pureza, anudado a la derecha y poco colgante. Está menos anatomizado que el Cristo ovetense de Santullano, pero tiene una gran expresión divina en su rostro. Hacia 1950 unas mujeres legas en la materia, aunque con muy buena voluntad lavaron la imagen con lejía, por lo que las pinturas se deterioraron enormemente. Después de 1971 fue repintado con pintura plástica moderna para estupor de los entendidos. Este es el Crucifijo que despide a la Virgen de Contrueces a la puerta del templo y espera a recibir a la Virgen del Rosario cuando estas dos imágenes procesionan en rogativas. 
La imagen de santa Apolonia está fechada entre los siglos XIV y XV y se la representa con unas tenazas en la mano izquierda y un libro abierto sobre la mano derecha como patrona de los dentistas, por ser la abogada e intercesora de los que padecen dolor de muelas y dientes. La talla es de madera, de pequeña altura, no más de medio metro incluida la peana. Un suceso revolucionó el barrio y gran parte de Gijón en 1970 cuando fue robada de su capilla y durante quince días no se supo nada de su paradero, hasta que el autor del robo, parece ser que arrepentido, decidió devolverla.

### Capillas colaterales

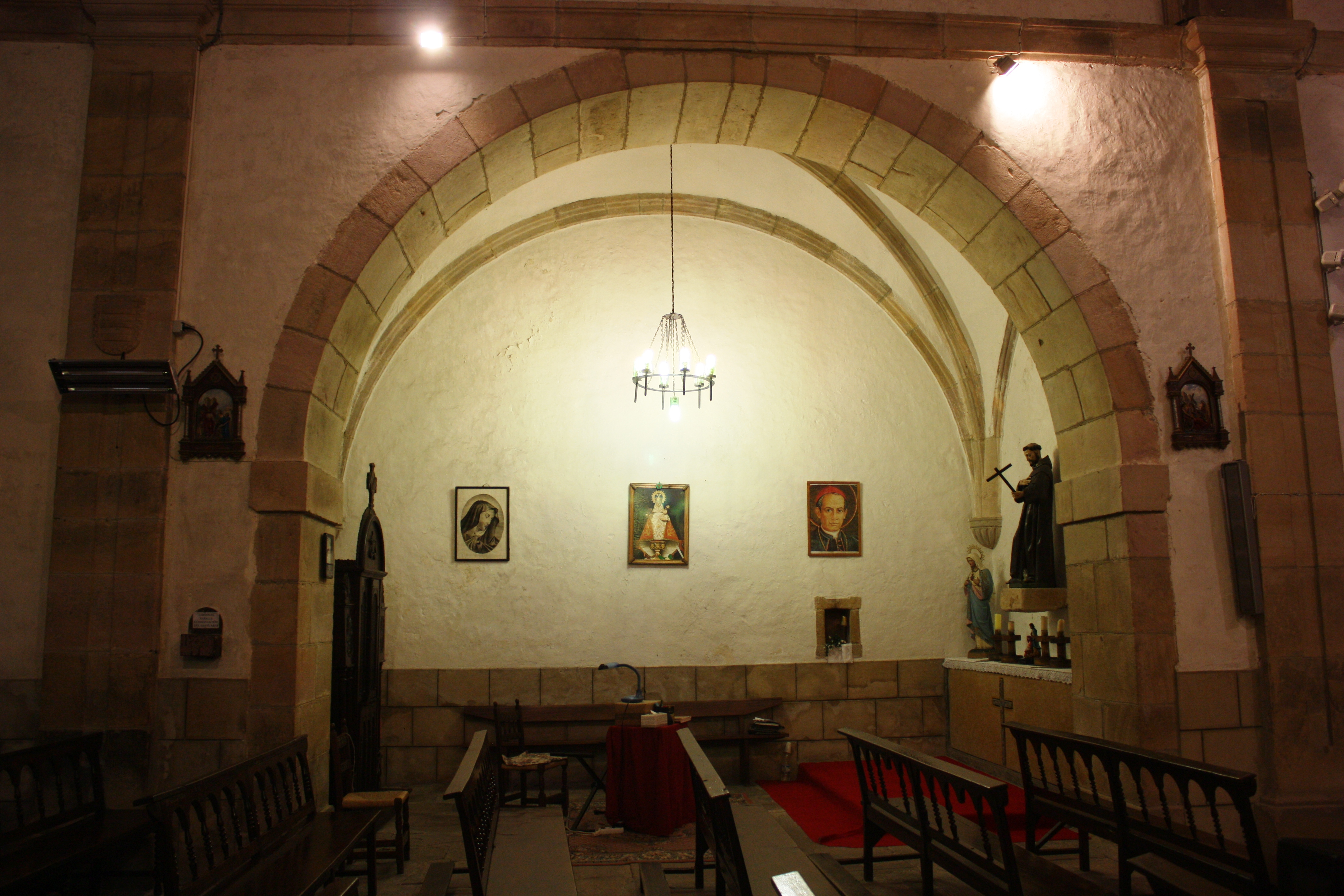
Capilla lateral izquierda

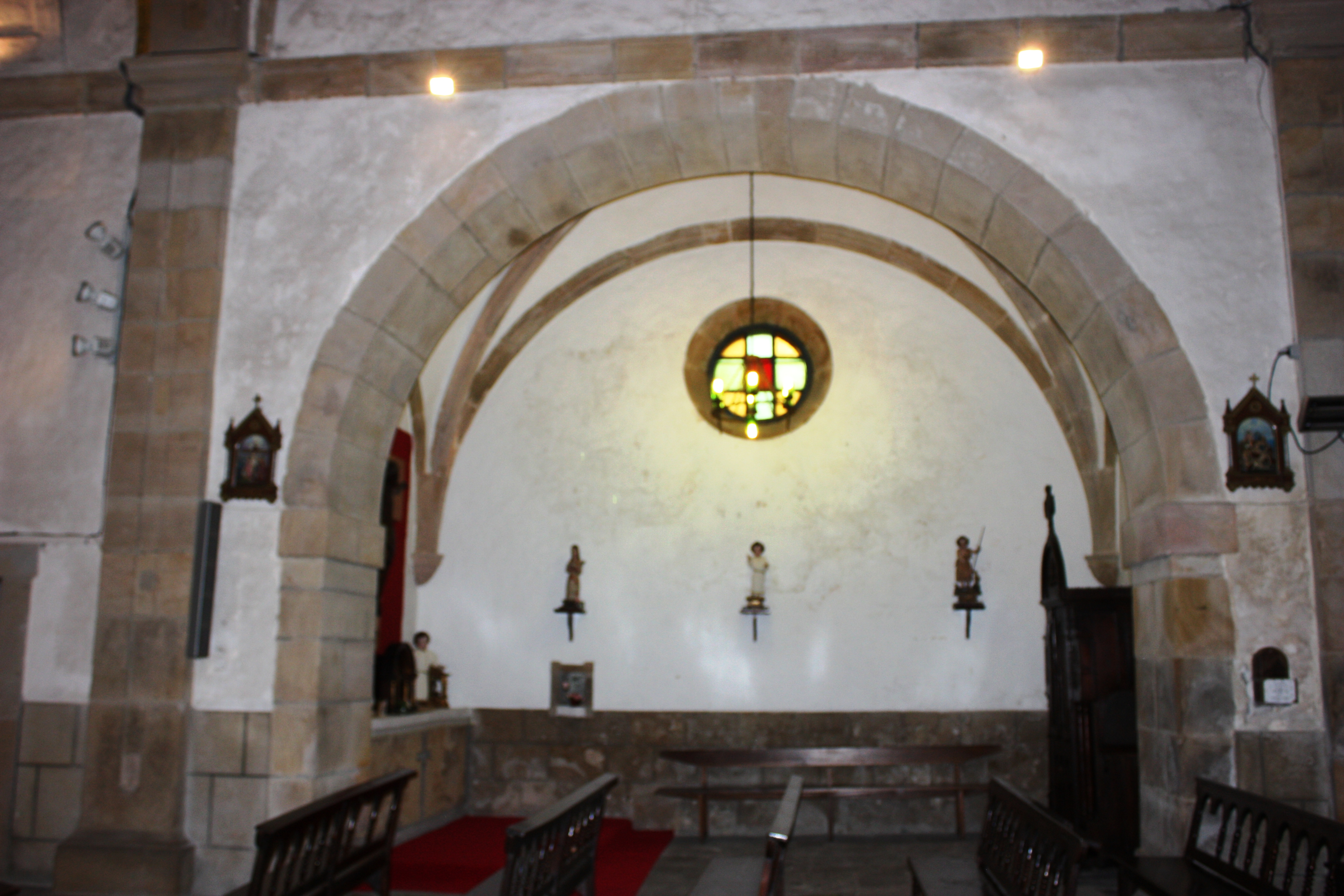
Capilla lateral derecha

Hasta la renovación de la iglesia, que tuvo lugar entre 1792 y 1793, existían dos capillas, una en cada brazo del crucero, a ambos lados del altar principal. Cada una de las capillas tenía su retablo correspondiente, pero ambos eran de menor calidad que el principal. El que estaba en el lado del Evangelio tenía la imagen de san Miguel, y el del lado de la Epístola la de san Francisco de Asís. Aún se conservan las dos imágenes citadas en el museo de la capilla, con los frontales correspondientes, los cueros repujados y los cordobanes o guardamecíes adornados con cueros y flores. El carpintero que hizo estos retablos laterales se llamaba José de la Meana y su fecha de construcción fue aproximadamente 1762. Hizo además dos confesonarios de madera que estaban decorados con tallas de pequeñas imágenes y figuras geométricas.

### Escudo de la pilastra
En la primera pilastra del lado izquierdo de la capilla y a unos tres metros de altura hay un sencillo escudo «con el borde ajedrezado y tres fajas y bordura con juego de damas en dos órdenes, alternando el color de gules y el blanco, como aún hoy se puede apreciar. Mide 36 cm de alto por 30 cm de ancho y está un poco convexo. No se ha podido averiguar a qué familia pertenece, aunque en conjunto, el de la familia de Cevallos, de origen santanderino fue el que más se parece a este». Ha planteado alguna disensión de criterios entre los especialistas, ya que Gregorio Menéndez Valdés lo atribuyó a su familia, escribiéndolo en sus «Avisos»:

A expensas de la devota piedad de Hernando Menéndez Valdés se reedificó el templo de Santa María de Contrueces hasta la pilastra, donde en una piedra cuadrada, puesta en tiempo de su fábrica, se haya el escudo de armas de la casa. Aunque esta piedra no quiso perdonar del hombre la malicia... (queriendo) a repetidos golpes desplazarla, quitándole los escajes o ruedas.
Gregorio Menéndez Valdés.

Los expertos en historia heráldica como son Joaquín Manzanares, Canal Sánchez-Pagín y Sarandeses, se decantan por la pertenencia a la familia cántabra de Cevallos, que también contribuyeron en la construcción del templo.

### Casa de las Novenas
En la actualidad, unos cuatro siglos después de terminar la construcción de la iglesia y de la casa de novenas, resulta casi totalmente desconocida la función de estas casas, ya que no existen en casi ningún santuario, ni siquiera restos de ellas. La función de estas casitas era eminentemente religiosa, ya que daba albergue y descanso a peregrinos que, o bien se dirigían a este santuario, o hacían una parada en su camino hacia otro. De esta forma se les proporcionaba no solamente albergue, sino también un lugar y un ambiente adecuado donde meditar y rezar. No hay que confundirla con los albergues o alberguerías que existían en aquella época, situadas en lugares deshabitados y cruce de caminos, puertos de montaña, etc., con la finalidad de dar alojamiento y comida a viajeros que por allí pasaban.
Con frecuencia se situaban en las proximidades de los santuarios, ermitas e iglesias y de ahí proviene la posible equivocación de las funciones de unos y otros edificios. De la casa de novenas del santuario de la Virgen de Contrueces no se tuvieron noticias hasta 1670. Esta primera mención de la «Casa de las Novenas de Contrueces» está documentada en las actas municipales de Gijón de 1670, donde se dice:

Otrosí por parte de don Diego de Hevia, vecino de esta villa, se presentó petición por la que pide a sus mercedes se sirvan reparar la calzada que va desta villa a la Virgen de Contrueces, hasta la Casita de Novenas, por ser así conveniente a la utilidad pública y al servicio y asistencia del santuario. Y que se repare la fuente que está en el camino real, debajo de dicho santuario.
Actas municipales del ayuntamiento de Gijón (1670).Folio 57

También hay otros documentos del Ayuntamiento de Gijón donde se mencionan la casita de novenas y otros asuntos relacionados con ella como es una petición de Antonio de Barbáchano al citado ayuntamiento solicitando un permiso para ocupar un bajo de la casita de novenas para vender vino.

### Palacio

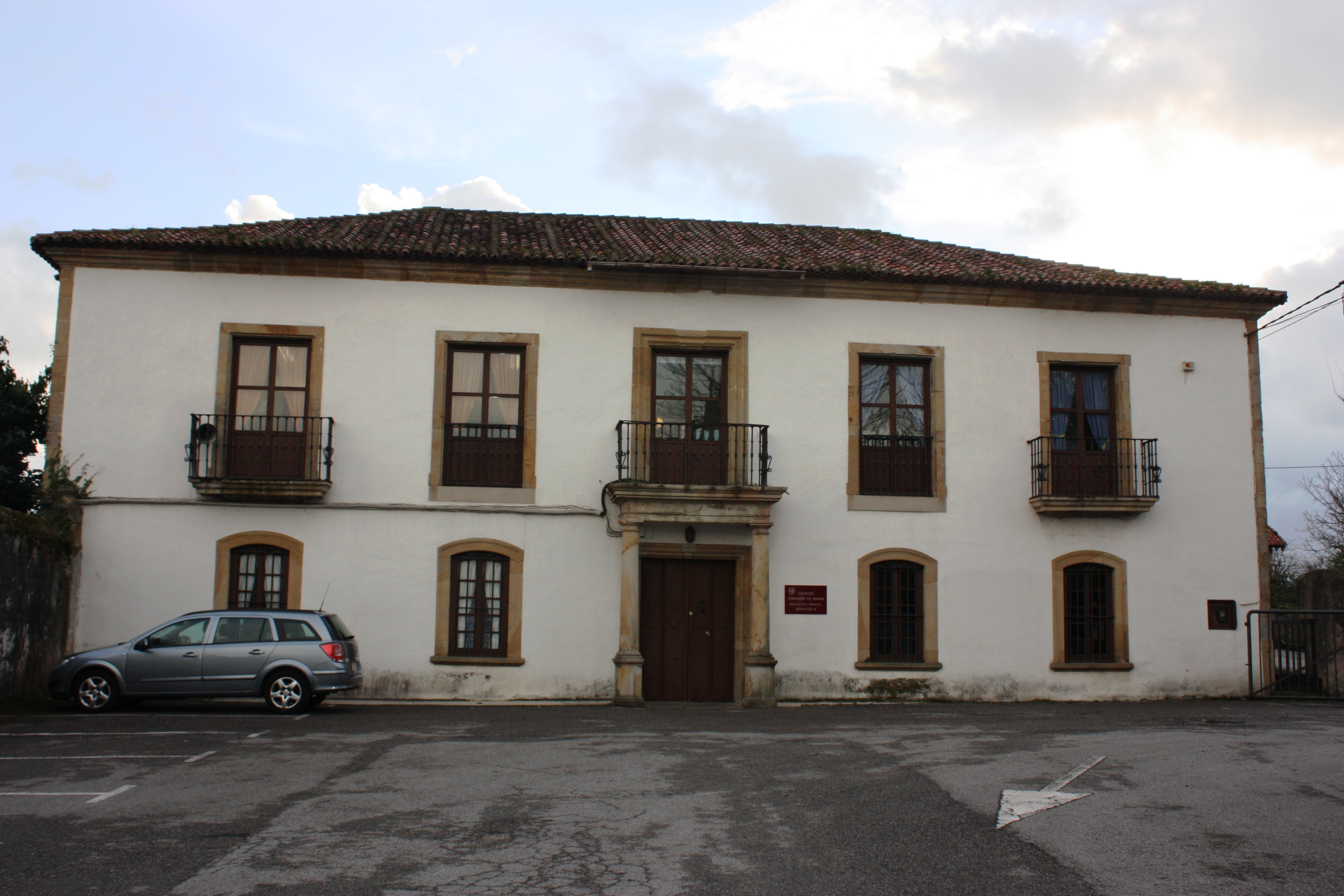
Palacio frente al santuario

Frente a la iglesia se localiza el palacio que el obispo Pelayo I atribuye su fundación al rey Alfonso III el Magno, como bastión defensivo por su privilegiado emplazamiento sobre la villa de Gijón. Se utilizó en el siglo XVI como «casa de novenas». En el siglo XVIII ejerció la función de palacio veraniego del obispo de Oviedo y también como seminario. Actualmente se ubican en las dependencias del mismo las aulas de la etapa de educación infantil del Colegio del Corazón de María de Gijón (CODEMA) regido por la Congregación de los Misioneros Hijos del Inmaculado Corazón de María, popularmente conocidos como Claretianos, con lo que el palacio sigue estando conservado perfectamente.

### Última remodelación
Durante varios años los Padres Claretianos realizaron mejoras en la capilla para adecentarla, impidiendo su deterioro. De forma oficial, esta fue rehabilitada parcialmente en 2001 por la Consejería de Cultura del Principado de Asturias. Se restauró la cúpula del altar, que como ya se indicó es de gran belleza pictórica, y el retablo de madera que está bajo la cúpula —que data del siglo XVII—, que con el paso de los años había sufrido serios deterioros. También se restauró la imagen de la Virgen de Contrueces y las de san Joaquín, san Fernando así como la de Santiago Matamoros, en la parte superior del retablo.

## Mayordomos del santuario
El mayordomo del santuario era la persona que se encargaba de la administración de los bienes del santuario, tanto de los bienes muebles como de los inmuebles, y lo hacía en nombre del obispado y del ayuntamiento. Siempre se nombraba un regidor hasta que, al ser convertida en seminario la antigua casa de novenas, el obispado fue el encargado directo del nombramiento. La relación de los regidores conocidos, así como su condición y años en el cargo es la siguiente:
| - Alonso Ramírez Jove, regidor. 1638, 1640 - Fernando de Valdés, regidor. 1645, 1646, 1649. - Gregorio de Jove Bernardo, regidor. 1659. - Felipe Rato Argüelles, regidor. 1659. - Tomás Morán Lavandera, regidor. 1678. - Antonio de la Espriella Jove, regidor. 1684. - Miguel Menéndez Valdés, regidor. 1724. |  | - Cipriano Menéndez Valdés, regidor. 1724-1742. - Alonso Castañeda, sacerdote. 1742. - Juan Menéndez Valdés, cura de Roces. 1751-1754. - Francisco Jove Huergo, sacerdote de Gijón. 1754-1775 - Manuel González Granda, párroco de san Pedro. 1785-1786. - José González Granda, sacerdote. 1786-1806. - José Mata de Boves, sacerdote. 1806-1829. |

Los nombramientos no han estado exentos de polémicas y pleitos. Uno de ellos, en 1668, contra la parroquia de Ceares y otro, algo posterior, contra el propio obispado. El primero tenía como motivo determinar cuál debería ser la procedencia de los mayordomos, defendiendo los vecinos de Ceares que debían ser de ese pueblo por conocer mejor que los demás el santuario y sus problemas. El 11 de octubre de 1668 las actas municipales reflejan la cuestión en los siguientes términos:

Acordándose que, por cuanto nombrar mayordomo que asista en el santuario de Contrueces, sobre el pretender los vecinos de Ceares haya de ser precisamente vecino de ese lugar, y habiendo reconocido no convenir lo sea, por no saber servirlo bien y poder asistir a la dicha iglesia a cuidar de lo que convenga, por ser casi todos del trabajo (del campo), y porque siempre ha estado en personas a todos gratas y desocupadas,... pidiéndole que esto se continúe en persona de este ayuntamiento (y conste, segundo, que los más ya lo han sido).
Actas municipales del ayuntamiento de Gijón.

El futuro mayordomo llamado Antonio de la Espriella Jove hizo una salvedad a este pleito en el sentido de que los costes a que dieran lugar fueran a cargo del mayordomo que fuera nombrado y no a «costa de la república», cayendo la responsabilidad de la mayordomía sobre el citado Antonio de la Espriella. El segundo pleito se tuvo contra el obispado, ya que la erección de un seminario por parte del obispado en la «Casa de novenas» de Contrueces trajo consigo situaciones molestas y desagradables a ambas partes, el obispado y la villa, ya que la conducta del rector P. Alonso Castañeda hizo sufrir mucho al obispo Juan García Avello durante los últimos años de su vida, y a la villa porque al hacerse cargo de la mayordomía del santuario el propio rector del seminario, esta sintió que sus derechos eran mermados.
El asunto era el siguiente: la mayordomía del santuario estuvo en manos de la familia Menéndez Valdés desde 1724 hasta 1742 y la contienda empieza cuando el obispo Manrique de Lara nombró mayordomo al sacerdote de Gijón Francisco Jove Huergo en 1755, presentando este sacerdote documentos públicos y episcopales de tal manera que se hizo amo y señor de todo el conjunto del santuario, capilla y casa de novenas. Así, el ayuntamiento vio conculcados sus derechos por parte del obispado. Para recuperarlos, el «procurador general síndico de la villa» Toribio Zarracina redactó una solicitud al alcalde Tomás Menéndez Jove en orden a que reivindicase los derechos de la villa que les habían sido conculcados. Para debatir el tema se tuvo una reunión municipal el 6 de febrero de 1755, que duró todo el día, nombrándose una comisión que investigase y estudiase el asunto. Como quiera que en las sesiones posteriores no se habló más del tema, se supone que el ayuntamiento se sometió a las decisiones episcopales. Apoya la suposición anterior el que en el Libro de fábrica de la capilla, que comprende el periodo entre 1732 y 1832, consta que los obispos se hicieron cargo de la casa de novenas, que la ampliaron y que la convirtieron en residencia de verano para los mismos, y que siguieron nombrando mayordomos del santuario sin tener en cuenta la opinión de los regidores de la villa. Este Libro de fábrica se conserva en el Archivo Histórico Nacional.

## Contrueces y Jovellanos
De los muchos hijos ilustres de la villa de Gijón que visitaron el santuario de Contrueces por devoción, turismo u otras razones, destaca Jovellanos, ya que este lugar era su preferido para sus paseos y meditaciones. Sus sueños y recuerdos cuando estaba desterrado en el castillo de Bellver en Mallorca iban hacia Contrueces, y decía que: «...el santuario mariano de Bonanova era, por decirlo así, como el Begoña o el Contrueces de los mareantes mallorquines».
Otra muestra del cariño de Jovellanos hacia el santuario de Contrueces es la «carta octava» dirigida a Antonio Ponz, donde recuerda sus años juveniles tan felices pasados en Contrueces. Igual ocurre cuando recuerda en sus Diarios la época de su madurez, donde describe con mucho detalle el día de campo que pasó en Contrueces con sus amigos Llanos, Reconco, Sánchez, Carreño, Terreño y Blanco. Fue el domingo 2 de junio de 1793.

## Fiestas, devociones, milagros y tradiciones
Hay una antigua costumbre, que procede de una petición de intercesión a la Virgen, que tiene larga tradición: en el siglo XVII la imagen de la Virgen de Contrueces fue trasladada en procesión hasta la iglesia de San Pedro, patrono de la ciudad de Gijón, con la intención de que la intercesión de la Virgen provocase el inicio de las deseadas y necesarias lluvias, ya que había una prolongada sequía.
Esta primera procesión de petición de las lluvias deseadas se convirtió en tradición, en costumbre, por lo que la Virgen del Rosario que estaba en la iglesia de San Pedro se llevaba en procesión al santuario de Contrueces, mientras que la Virgen de Contrueces procesionaba hasta la iglesia de San Pedro, en la que permanecía nueve días. Hay datos de la celebración de esta costumbre hasta, por lo menos, el siglo XVIII. Durante los años que duraron las procesiones indicadas, se sacaba a la puerta del templo la talla del Cristo crucificado existente en el santuario para despedir a la Virgen de Contrueces y recibir a su vez a la Virgen del Rosario.
La festividad principal se celebraba, al igual que en gran número de pueblos de España, el 15 de agosto, día que también se llama popularmente el día de la «Virgen de agosto». Después de la ceremonia religiosa se lleva a cabo la «ofrenda del ramu» y otros actos típicos asturianos, con gran asistencia de fieles. Hay constancia en diferentes documentos en los que se cita la celebración de romerías, pero no sólo en honor de la Virgen, sino también de san Miguel y san Fernando. Además de venerar a la Virgen y a los santos, los paisanos de los alrededores acudían para realizar transacciones de compra-venta de animales llegando a tener gran importancia el número de estas operaciones mercantiles.
Sin embargo, como la fiesta de la Virgen de Begoña iba cogiendo auge por estar situada su ermita en el centro de Gijón, la de Contrueces pasó a festejarse el domingo siguiente a la de la Virgen de Begoña. Para situar estas dos fiestas sin detrimento de una u otra, el ayuntamiento de Gijón decidió el 4 de julio de 1844 levantar un acta del acuerdo tomado y que dice así:

Teniendo presente la determinación tomada que el 15 de agosto de cada año se tenga una misa en la iglesia de Contrueces, por el Sacristán Mayor como acto de posesión del ayuntamiento, pero teniendo también en consideración que en el día referido debe haber otra solemne en esta iglesia parroquial, se determinó que la de Contrueces se diga en el domingo siguiente al dicho día 15.
Acta municipal del ayuntamiento de Gijón, (4 de julio de 1844).

Sin embargo, la polémica sigue, ya que los vecinos de Contrueces mantienen sus reivindicaciones centenarias acerca de que la Virgen de Contrueces es la verdadera patrona de Gijón, sin aceptar un copatronazgo, como contestación a otra nueva petición de los carmelitas en el sentido de que Nuestra Señora de Begoña debía ser la única patrona de la ciudad. En cualquier caso, esto refleja el fervor de los gijoneses por la Virgen María en cualquiera de sus advocaciones.